# Super Califfo
Super Califfo è un album raccolta di Franco Califano, pubblicato nel 1983 dalla Lupus.

## Tracce
- La mia libertà - Buio e luna piena
- Minuetto
- Avventura con un travestito
- Tutto il resto è noia
- La musica è finita
- Me 'mbriaco
- M'ennamoro de te
- Io per amarti
- Semo gente de borgata
- La vacanza di fine settimana
- Tac
- Quando comincia la notte